# Tanghi e valzer di casa mia
Tanghi e valzer di casa mia è un album inciso da Rosanna Fratello, pubblicato dall'etichetta Ricordi nel 1974.

## Tracce
1. Lettera a Pinocchio
2. Gigolò
3. Ciribiribin
4. Violino tzigano
5. La spagnola
6. Chitarra romana
7. Tango della gelosia
8. La romantica
9. Tango delle capinere
10. Stornello a pungolo
11. Tango del mare
12. Ninna nanna del cavallino